# Kizzmekia Corbett
Kizzmekia „Kizzy“ Shanta Corbett (* 26. ledna 1986, Hurdle Mills, Severní Karolína) je americká virová imunoložka, která mezi lety 2014 a 2021 pracovala v americkém Výzkumném centru pro vývoj vakcín v Národním zdravotním institutu. Během pandemie covidu-19 se stala šéfkou týmu, který měl za úkol vyvinout vakcínu na virus SARS-CoV-2. Výzkumné centrum pro vývoj vakcín spadá pod Národní ústav pro alergie a infekční nemoci (NIAID), jehož ředitelem byl v době pandemie Anthony Fauci. Její tým spolu s biotechnologickou společností Moderna vyvinuli stejnojmennou vakcínu. Její tým začal jako první na světě s klinickým testováním očkovací látky na lidech. Corbett je také uvedena na patentu o fungování mRNA vakcín. Ty umožňují dostat do lidských buněk genetickou informaci viru a naučit tak lidské tělo se mu bránit.
Od června 2021 vede vlastní výzkumnou laboratoř na fakultě veřejného zdraví Harvardovy univerzity. V ní se věnuje výzkumu koronavirů. Současně na Harvardu také působí coby odborná asistentka.

## Biografie
Narodila se v roce 1986 ve městě Hurdle Mills v Severní Karolíně). Vyrůstala však ve městě Hillsborough, kde bydlela většina její rodiny. Již na základní škole dosahovala vynikajících výsledků a její talent byl rozpoznán i mezi učiteli. V roce 2008 získala bakalářský titul z biologie a sociologie na University of Maryland, Baltimore County, kam se dostala díky stipendiu. V roce 2014 získala doktorský titul (Ph.D.) z mikrobiologie a imunologie na Severokarolínské univerzitě v Chapel Hill. Ve své doktorské práci se věnovala patogenezi viru Dengue na Srí Lance.
Již od střední školy se chtěla věnovat výzkumu vakcín, kdy například absolvovala letní stáž v programu ProjectSEED. V roce 2005 absolvovala letní stáž v laboratoři Newyorské státní univerzity ve Stony Brooku, kde studovala patogenezi bakterie Yersinia pseudotuberculosis. Následující dva roky pracovala v laboratoři na University of Maryland, Baltimore. Po dokončení bakalářského studia ji přijali na juniorskou výzkumnou pozici v Národním zdravotním institutu. V letech 2009 až 2014 zkoumala patogenezi viru Dengue na Srí Lance. Výzkum přeměnila také do své doktorské práce. Po získání doktorského titulu se stala výzkumnicí virové imunologie v Národním zdravotním institutu. Specializovala se na zkoumání čeledi virů Coronaviridae. Zprvu se věnovala syndromům SARS a MERS.
Po vypuknutí pandemie covidu-19 začala se svým týmem pracovat na vývoji vakcíny. Jelikož zjistili, že pandemii způsobuje virus podobný některým virum syndromu SARS, rychle využili své předchozí výzkumy a začali se soustředit na tzv. protein S. S kolegy z Texaské univerzity v Austinu transplantovali stabilizující mutace z S proteinu SARS-CoV-1 do spike proteinu SARS-CoV-2. Byla také součástí týmu, který zjistil kryoelektronovou mikroskopií strukturu spike proteinu SARS-CoV-2. Její předchozí výzkum naznačil, že messenger RNA (mRNA) kódující S protein by mohl být použit k excitaci imunitní reakci k produkci ochranných protilátek proti covidu-19.
Za účelem výroby a testování vakcíny na covid-19 se její tým spojil s biotechnologickou společností Moderna. Tým začal vakcínu testovat na lidech pouhých 66 dní po vydání sekvence viru. Po úspěšném dokončení testování a uvedení vakcíny na trh, se stala tváří kampaně za vyvracení negativních postojů části veřejnosti k vakcinaci, zejména měla oslovovat a vysvětlovat přínosy očkování afroamerické komunitě. Jedním z důvodů bylo, že průzkum National Association for the Advancement of Colored People ukazoval, že pouze 14 % Afroameričanů se domnívá, že očkování proti covidu-19 je bezpečné.